# Giulio Roberti
Giulio Roberti (Barge, 1823 – Torino, 1891) è stato un compositore e musicista italiano.

## Biografia
Fu discepolo di Lauro Rossi e nel 1849 fu rappresentata a teatro la sua prima opera Pier de Medici, subito dopo essersi trasferito a Parigi, dove rimase fino al 1858. Tornò a Torino per la prima della sua seconda opera Petrarca'', fallita a causa del libretto. Risiedette di nuovo a Parigi, poi a Londra e infine a Firenze, dove fonda una scuola di canto gratuita e si occupa di sviluppare l'insegnamento del canto nelle scuole cittadine.
Oltre alle due opere citate, ha composto una Messa a 4 voci, melodie vocali, cori e varie opere religiose. Fu anche critico musicale per la Gazzetta d'Italia a Firenze.
In riconoscimento del suo lavoro, la scuola di musica comunale della sua città ha preso il nome di Istituto musicale Giulio Roberti .

## Opere
- Petrarca alla Corte d'Amore: Dramma Lirico, Torino, Fodratti, 1859, 35 pagine
- Piero de'Medicis: dramma tragico in tre atti, Torino, Fodratti, 1849, 35 pagine

### Saggistica
- La musica italiana nel Settecento secondo le impressioni dei viaggiatori stranieri, in Rivista Musicale Italiana VII (1900) pp. 698-729.
- Pagina in buona fede sulla musica, Ed. Barbera, 1876, 152 pagine
- Corso elementare di musica vocale
- Armonia vocale